# Козлова Ярослава Павлівна
Ярослава Павлівна Козлова (до шлюбу Бондарчук; нар. 5 грудня 1927, Деребчин) — українська художниця кераміки.

## Біографія
Народилася 5 грудня 1927 року в селі Деребчині (нині Жмеринський район Вінницької області, Україна). Упродовж 1946—1951 років навчалася в Одеському художньому училищі, була ученицею Михайла Жука.
Протягом 1951—1996 років працювала художницею на Київському експериментальному кераміко-художньому заводі/ВАТ «ДЕФФА».

## Творчість
Працювала у галузі декоративно-ужиткового мистецтва. Переважно виконувала форми, рідше займалася розписом (надполивним  і підполивним). Серед робіт: 
кавові і чайні сервізи
- «40 років Радянської України» (1957);
- «Квітень» (1961);
- «Вечірній» (1972, розпис Ганни Черниченко);

декоративні вази
- «Букет» (1960);
- «Горобина» (1974);
- «Мрія» (1975, розпис Ганни Черниченко);
- «Осіннє сонечко» (1975).

Також авторка доливних чайників, наборів для напоїв («Пінгвін», 1972, розпис Л. І. Черниченко) та інших виробів. Виконала зразки для масового виробництва (вазочки для квітів, чайні сервізи та інше).
Брала участь у виставках з 1957 року, зокрема:
- ужиткового мистецтва до І Всесоюзного з'їзду радянських художників  (1957, Москва);
- «Радянська Україна». Народне декоративне мистецтво (1963, Київ);
- «Декоративне мистецтво СРСР» (1968, Москва);
- республіканській ювілейній виставці українського народного декоративного мистецтва (1970, Київ);
- народного декоративного мистецтва УРСР, присвяченій 50-річчю утворення СРСР (1972, Київ);
- республіканській виставці українського народного мистецтва присвяченій 100-річчю від дня народження Володимира Леніна (1973, Київ);
- «Слава праці», присвяченій XXV з'їзду КПРС і XXV з'їзду Комуністичної партії України (1977, Київ);
- всесоюзній художній виставці присяченій 60-річчю Великої Жовтневої революції «Ленінським шляхом» (1977, Москва);
- республіканській художній виставці  присвяченій 110-й річниці від дня народження Володимира Леніна (1980, Київ);
- «Фізична культура і спорт» присвяченій 35-річчю перемоги над фашизмом (1980, Київ);
- «Образотворче мистецтво УРСР» (1985, Київ);

Її роботи експонувалися на зарубіжних виставках у Польщі й Фінляндії у 1959 році, Франції у 1960 році, Канаді, Великій Британії і Сирії у 1961 році, Бельгії у 1975 році, Японії у 1978 році, Югославії у 1979 році.
Окремі її роботи зберігаються у Національному музеї українського народного декоративного мистецтва у Києві.